# سوفی شدر

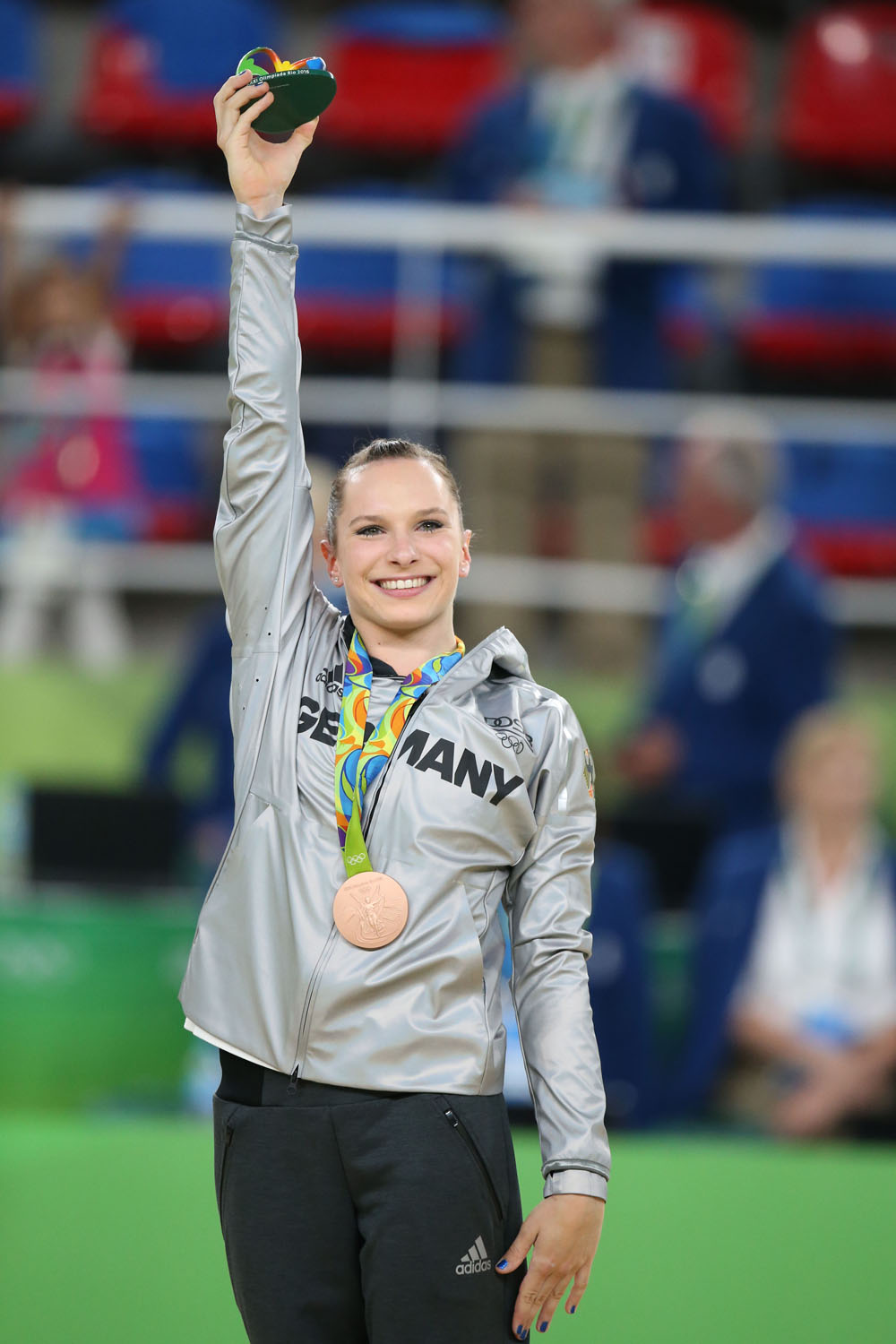
سوفی شدر در سال ۲۰۱۶

سوفی شدر (انگلیسی: Sophie Scheder؛ زادهٔ ۷ ژانویهٔ ۱۹۹۷) یک ژیمناست هنری اهل آلمان است.
از افتخارات وی می‌توان به کسب مدال برنز پارالل ناهم‌سطح در بازی‌های المپیک تابستانی ۲۰۱۶ اشاره کرد.